# Палеолітична дієта
Палеолітична дієта (палеодієта, дієта кам'яної доби, дієта мисливців-збирачів) — сучасний підхід до харчування, що складається в основному з рослин і тварин та заснований на можливому стародавньому харчуванні людей під час палеоліту — історичного періоду тривалістю в 2,5 млн років, що закінчився 10 тис. років тому.
Сучасна палеолітична дієта складається з їжі, доступної в наші дні і містить рибу, м'ясо та птицю переважно трав'яної відгодівлі, овочі, фрукти, кореневища і горіхи. При цьому вона виключає зерна, молочні продукти, бобові, цукор і оброблені олії.